# Grupo Monte Carlo (Uruguay)
El Grupo Monte Carlo (anteriormente conocido como Grupo Romay - Salvo) es uno de los grupos de multimedios más importantes de Uruguay, el cual nuclea a diversas emisoras de televisión abierta y para abonados.

## Antecedentes
La familia Romay - Salvo es una de las familias más importantes de los medios de comunicación en Uruguay,  cuyos inicios en la actividad se remontan en los años veinte, cuando Carlos Romay era solamente un radioaficionado que iniciaría las transmisiones de Radio Monte Carlo en 1924. Posteriormente, en 1928 el grupo adquirió Radio Oriental y otras emisoras del interior. Tras el temprano fallecimiento de Carlos Romay, su esposa Elvira Salvo, reconocida integrante de la familia propietaria del emblemático Palacio Salvo de Montevideo, continua junto con sus hijos  la actividad y presencia en los medios de comunicación en Uruguay.
En 1956, como miembros de la Asociación Nacional de Broadcasters Uruguayos, la familia Romay - Salvo participa de la creación de Canal 10 y posteriormente iniciarían sus trabajos para la creación del segundo canal de televisión de Uruguay. 

## Historia
En abril de 1961, Hugo Romay junto con Elvira Salvo fundan el segundo canal de televisión en Montevideo - y de Uruguay - Monte Carlo TV Canal 4. Posteriormente, se crearían los canales 12 de Fray Bentos, 11 de Punta del Este,  8 de Rosario y la adquisición del Canal 3 de Colonia.
En la década del 90, con el surgimiento de la televisión por cable el grupo crearía Monte Cable y sería una de las empresas autorizadas por el Poder Ejecutivo para la explotación de la televisión por cable en Montevideo. Además, comparte una empresa de televisión por abonados y un canal, con el Grupo Cardoso - Scheck, propietarios de Teledoce.
En 2003, el grupo Monte Carlo vendió Radio Oriental a la Arquidiócesis de Montevideo, es en ese mismo año que se produce el fallecimiento de Daniel Romay, quien fuera director de Radio Monte Carlo durante muchoa años. En 2009 con el fallecimiento de Elvira Salvo a sus 104 años comienza una batalla judicial entre los integrantes del grupo, la cual se intensifica con el fallecimiento de Hugo Romay, fundador y director de Canal 4, en 2016. 
En 2021 el Grupo decide vender las emisoras Monte Carlo y Radio Cero a la Sociedad Anónima de Radioemisoras del Plata, propietaria de Radio Carve.

## Medios
| Radios                      | Radios                         | Radios    |
| Logo                        | Emisoras                       | Período   |
| --------------------------- | ------------------------------ | --------- |
|                             | Radio Monte Carlo              | 1924-2021 |
|                             | Radio Oriental                 | 1928-2003 |
|                             | Radio Cero                     | 2000-2021 |
| Radio Cero - Punta del Este | 2001-2021                      |           |
|                             | FM Del Río - Colonia           | 2001-2018 |
| Televisión                  |                                |           |
| Logo                        | Canales                        | Período   |
|                             | Canal 4 Monte Carlo Televisión | 1961      |
|                             | Río Uruguay Televisión         | 1966      |
|                             | Canal 3 (Colonia)              | 1968      |
|                             | Canal 8 - Rosario              | 1969-2017 |
|                             | Canal Once                     | 1974      |
|                             | La Red                         | 1984      |
|                             | Canal 4 - Dolores              | 1999-2017 |
|                             | Canal 4 Internacional          | 2020      |

### Empresas
Posee empresas distribuidoras de cable, tanto en Montevideo, como en otros puntos del interior del país. 
- Montecable
- Consorcios Cable Visión Maldonado
- Del Faro TV Cable
- Multiseñal
- Equital S.A.

## Integrantes
A diferencia del Grupo Fontaina - De Feo que es de notoriedad la participación  de sus integrantes en varias secciones de sus medios,  los integrantes del Grupo Monte Carlo se caracterizaron por tener un muy perfil bajo y que su actividad siempre fuera detrás de las cámaras. 
- Carlos Romay, fundador de Radio Monte Carlo y patriarca del grupo.
- Elvira Salvo
- Hugo Romay
- Daniel Romay
- Zelmira del Castillo de Romay
- Hugo Romay Mailhos